# SERE-Training

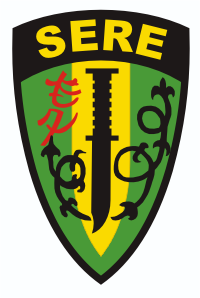
Abzeichen der West Coast United States Navy SERE-School

Das SERE-Training (englisch survival, evasion, resistance and escape training; deutsch „Überlebens-, Ausweich-, Widerstands- und Fluchttraining“) ist ein Ausbildungslehrgang der Streitkräfte der Vereinigten Staaten zur Vorbereitung auf Vermeidung der Gefangennahme, auf Kriegsgefangenschaft, auf Verhörsituationen in der Opferrolle und auf Flucht unter realistischen Bedingungen. Die Lehrgänge werden entsprechend der geforderten Ausrichtung bei den verschiedenen Teilstreitkräften (besonders Heer mit Spezialkräften, Navy mit den SEALS, sowie Luftwaffe für fliegende Besatzungen) unterschiedlich von den Ausbildungseinrichtungen durchgeführt.
Als 'Jedermansbefähigung' erfolgt die Ausbildung SERE Level A bei der Bundeswehr im Rahmen der einsatzlandunabhängigen Vorausbildung, SERE Level B erhalten vorzugsweise Kampf- sowie Kampfunterstützungseinheiten. Am Ausbildungszentrum Spezielle Operationen in Pfullendorf wird SERE Level C für deutsche und internationale spezialisierte Kräfte, Spezialkräfte sowie Luftfahrzeugbesatzungen und besonders gefährdetes fliegendes Personal der Bundeswehr ausgebildet.

## Kursinhalt
Der Kursinhalt besteht im Wesentlichen aus drei Teilen.

### Survival and Evasion
„Überleben und Ausweichen“ beinhaltet Überlebenstraining für jede klimatische Zone. Dazu gehören Erste Hilfe, Tarnung, Landnavigation, Sonderformen der Kommunikation und der Bau von Hilfswerkzeugen.

### Resistance and Escape
„Widerstand und Flucht“ beinhaltet das Verhalten in Kriegsgefangenschaft und bei Verhör. Die Ausbildung basiert auf den Erfahrungen bisheriger Kriegsgefangener, vor allem amerikanischer Soldaten, die im Korea-Krieg in chinesische Gefangenschaft gerieten. Der Inhalt der Ausbildung ist geheim, es wird jedoch versichert, dass nur das Überdauern und nicht Foltertechniken geübt werden. So soll psychedelische Musik zur Anwendung kommen, um den Gefangenen zu zermürben. Teil der Ausbildung ist Waterboarding.
Eben jene Methoden wurden seit dem 11. September 2001 von den USA auch als Foltermethode durch die CIA im Verhör von Terrorverdächtigen angewendet. Dazu beauftragte die CIA zwei Psychologen, die vorher bei der Air Force SERE-Trainer waren.

### Water Survival
Die „Gefahrensituation Wasser“ wird zuletzt in einem zwei Tage dauernden Abschnitt geübt, um mit der Ausrüstung für die Notwasserung umgehen zu können.

### Verhaltenskodex
Während des Trainings wird der Verhaltenskodex der US-Armee als fester Sinnspruch geübt, um ihn im feindlichen Umfeld als „geistige Richtschnur“ bereitzuhaben:
1. I am an American, fighting in the forces which guard my country and our way of life. I am prepared to give my life in their defense.
2. I will never surrender of my own free will. If in command I will never surrender those under my command while they still have the means to resist.
3. If I am captured I will continue to resist by all means available. I will make every effort to escape and aid others to escape. I will accept neither parole nor special favors from the enemy.
4. If I become a prisoner of war, I will keep faith with my fellow prisoners. I will give no information nor take part in any action which might be harmful to my comrades. If I am senior I will take command. If not, I will obey the lawful orders of those appointed over me and will back them up in every way.
5. When questioned, should I become a prisoner of war, I am required to give name, rank, service number, and date of birth. I will evade answering further questions to the utmost of my ability. I will make no oral or written statements disloyal to my country and its allies or harmful to their cause.
6. I will never forget that I am an American, responsible for my actions, and dedicated to the principles which made my country free. I will trust in my God and in the United States of America.[5]

#### Übersetzung
1. Ich bin ein Amerikaner und kämpfe in den Streitkräften, die mein Land und unsere Lebensart beschützen. Ich bin darauf vorbereitet, mein Leben für deren Verteidigung zu opfern.
2. Ich werde mich niemals freiwillig ergeben. Als Kommandant werde ich niemals zulassen, dass sich die unter meinem Befehl Stehenden ergeben, solange sie Mittel zum Widerstand haben.
3. Im Fall einer Gefangennahme werde ich weiterhin mit allen verfügbaren Mitteln Widerstand leisten. Ich werde jeden Versuch unternehmen zu flüchten und anderen bei der Flucht zu helfen. Ich werde vom Feind weder bedingte Entlassung noch besondere Vergünstigungen annehmen.
4. Falls ich Kriegsgefangener werde, werde ich meinen Mitgefangenen vertrauen. Ich werde keine Informationen erteilen oder mich an Handlungen beteiligen, die meinen Kameraden schaden könnten. Falls ich Ranghöchster bin, werde ich die Führung übernehmen. Falls nicht, werde ich den rechtmäßigen Anordnungen jener gehorchen, die mir vorgesetzt sind, und werde sie in jeder Form unterstützen.
5. Wenn ich als Kriegsgefangener verhört werde, bin ich verpflichtet, Namen, Dienstgrad, Dienstnummer und Geburtsdatum anzugeben. Ich werde mich mit all meinen Kräften weigern, weitergehende Fragen zu beantworten. Ich werde keine mündlichen oder schriftlichen Äußerungen abgeben, die meinem Land oder seinen Verbündeten gegenüber treubrüchig sind oder ihrer Sache schaden.
6. Ich werde niemals vergessen, dass ich Amerikaner bin, verantwortlich für meine Taten und den Prinzipien ergeben, die mein Land frei gemacht haben. Ich werde mein Vertrauen in meinen Gott und in die Vereinigten Staaten von Amerika setzen.